# Daniel Adair

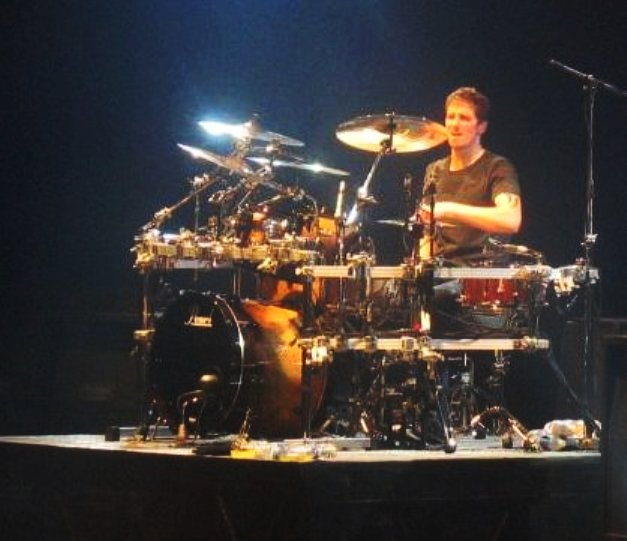
Daniel Adair

Daniel Patrick Adair (19 februari, 1975) is een Canadese drummer, vooral bekend door zijn werk bij de Canadese band Nickelback en zijn vorige band, het Amerikaanse 3 Doors Down. Hij drumde onder andere ook bij de Canadese bands Suspect en Martone.
Daniel begon met drummen toen hij 13 was. Zijn vader was drummer en hij had een paar Ludwigs uit 1967. Op een dag besloot Daniel deze drums op te stellen en begon hij er op te slaan zonder echt te weten wat hij precies deed. De daaropvolgende dagen bekeek hij een hoop video's van drummers en begon hij op die manier door te hebben hoe een drumstel werkt. Zijn broer raadde hem het album "Hempispheres" van Rush aan. Dit album veranderde de manier waarop Daniel naar muziek luisterde totaal. Hij werd bezeten door drums en leerde zichzelf alle riffs van John Bonham, Neil Peart, Tim Alexander en Lars Ulrich, zijn grote idolen.
Als tiener werkte Daniel in een muziekwinkel. Hierdoor hernieuwde zijn passie voor muziek (deze was de laatste jaren bijna uitgedoofd) en leerde hij zichzelf basgitaar. Hij begon ook drumlessen te volgen en af en toe op te treden met verschillende lokale cover bands in cafés, bars, hotels en kleine festivalletjes. Zo leerde hij langzamerhand te zingen terwijl hij drumde.
Van 2002 tot 2004 was hij de drummer bij de Amerikaanse band 3 Doors Down. In januari 2005 kreeg hij een aanbod van de Canadese band Nickelback. Ze namen samen het nummer 'Far Away' op. Toen beide partijen overeenkwamen dat dit goed klonk, besloot Daniel om definitief bij Nickelback te gaan drummen. Ondertussen blijft hij wel fulltime uitbater van een muziekwinkel en geeft hij elke week les aan zo'n 15 studenten.

## Referentie
1. ↑  https://web.archive.org/web/20141223113813/http://daniel-adair.com/index.asp?url=%2Fpublic%2Fbiography%2Findex.asp De officiële biografie van Daniel Adair

- International Standard Name Identifier: 0000 0000 6190 8187
- MusicBrainz: 6fedf620-c0f4-4167-bab1-ae70b0a7fda3
- Nationale Bibliotheek van Tsjechië: xx0097873
- Virtual International Authority File: 90617595